# ستيفن هاريمان لونغ
ستيفن هاريمان لونغ (بالإنجليزية: Stephen Harriman Long)‏ هو مهندس قتالي ومهندس أمريكي، ولد في 30 ديسمبر 1784 في هوبكينتون في الولايات المتحدة، وتوفي في 4 سبتمبر 1864 في ألتون في الولايات المتحدة.

## وصلات خارجية
- ستيفن هاريمان لونغ على موقع الموسوعة البريطانية (الإنجليزية)